# The Hunting Party (filme)
The Hunting Party é um filme britânico de 1971, do gênero faroeste, dirigido por Don Medford e produzido pela Levy-Gardner-Laven. É estrelado por Oliver Reed, Gene Hackman, Candice Bergen, Simon Oakland e Ronald Howard.

## Sinopse
As relações entre o barão do gado Brandt Ruger (Gene Hackman) e sua esposa, Melissa (Candice Bergen), ficam tensas quando ele a deixa para participar de uma viagem de caça de duas semanas. Nesse período, ela é raptada pela gangue de ladrões liderados por Frank Calder (Oliver Reed). Ao saber do ocorrido, Ruger inicia uma perseguição por eles.

## Elenco
Oliver Reed - Frank Calder
Gene Hackman - Brandt Ruger
Candice Bergen - Melissa Ruger
Simon Oakland - Matthew Gunn
Ronald Howard - Watt Nelson